# Distretto di Hualla
Il distretto di Hualla è uno dei dodici distretti della provincia di Víctor Fajardo, in Perù. Si trova nella regione di Ayacucho e si estende su una superficie di 162,23 chilometri quadrati.

Ha per capoluogo la città di San Pedro de Hualla e nel censimento del 2005 contava 2.526 abitanti.